# Daniel Ellsberg
Daniel Ellsberg (Chicago, 7 de abril de 1931 – Kensington, 16 de junho de 2023) foi um analista militar norte-americano, empregado pela RAND Corporation e depois funcionário do Pentágono, que provocou uma grande controvérsia política nos Estados Unidos em 1971, quando forneceu ao New York Times e a outros jornais os chamados Pentagon Papers - documentos secretos do Pentágono, contendo detalhes sobre o processo decisório do governo dos Estados Unidos em relação à Guerra do Vietnã.
Ellsberg foi premiado com o Right Livelihood Award em 2006, conhecido como 'Nobel Alternativo'. Fundador da Freedom of the Press Foundation, ele chegou a ser indicado para o Prêmio Nobel da Paz, em 2015. Também ficou conhecido por sua fundamental contribuição à teoria da decisão - o paradoxo de Ellsberg, segundo o qual as escolhas das pessoas violam os postulados da utilidade subjetiva esperada.

## Julgamento

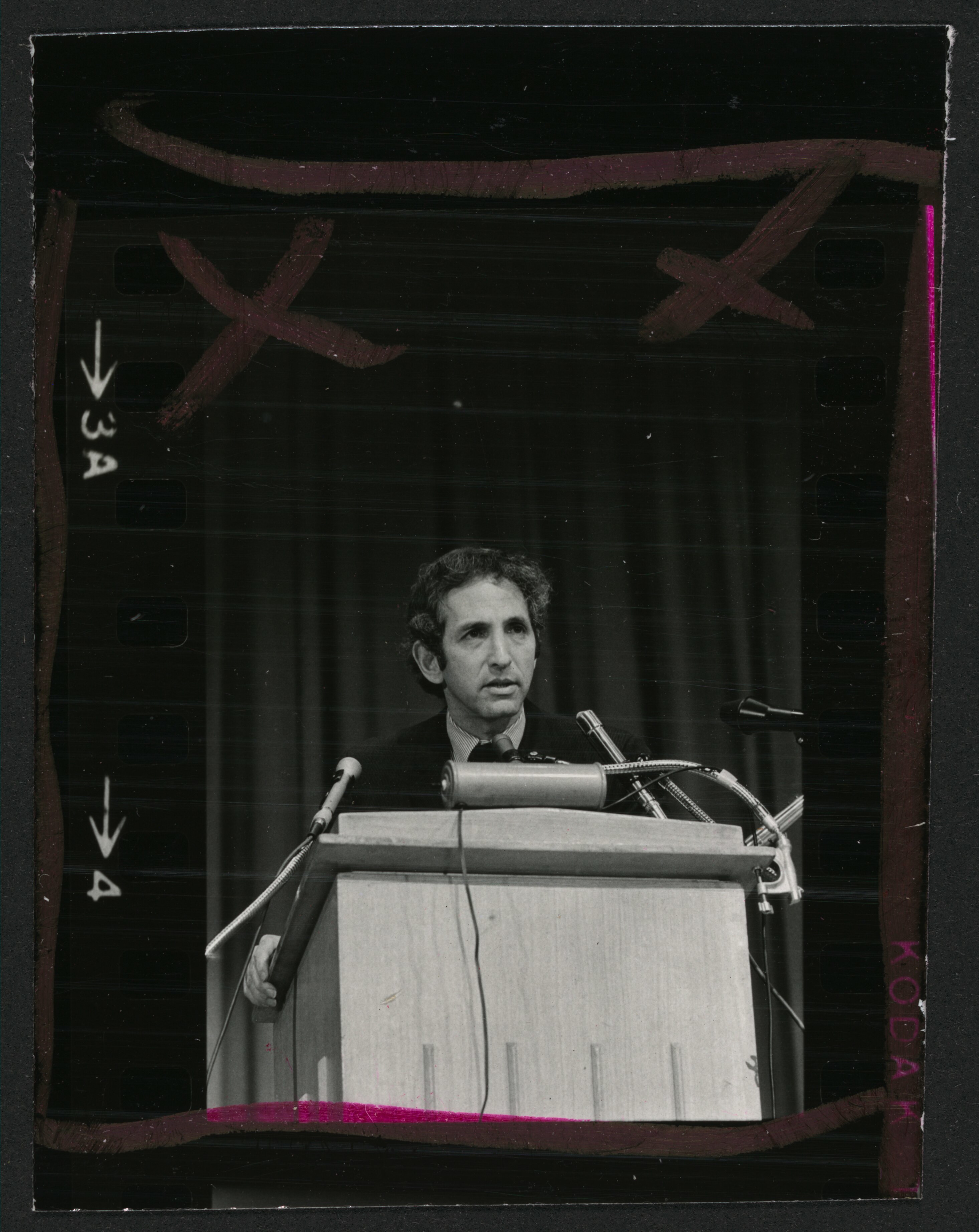
Daniel Ellsberg, falando em uma conferência de imprensa, na cidade de Nova York.

Em janeiro de 1973, Ellsberg foi acusado de acordo com a Lei de Espionagem de 1917 dos EUA, em função do Pentagon Papers, juntamente com outras acusações de roubo e conspiração, com pena máxima de 115 anos. Por causa de má conduta governamental e coleta ilegal de evidências, e sua defesa por Leonard Boudin e pelo professor da Harvard Law School Charles Nesson, o juiz William Matthew Byrne Jr. rejeitou todas as acusações contra Ellsberg em maio de 1973.

## A Máquina do Juízo Final
Em dezembro de 2017, Ellsberg publicou The Doomsday Machine: Confessions of a Nuclear War Planner. Ele disse que seu trabalho principal de 1958 até a divulgação dos Pentagon Papers em 1971 foi como planejador de guerra nuclear para os presidentes dos Estados Unidos Eisenhower, Kennedy, Johnson e Nixon. Ele concluiu que a política de guerra nuclear dos Estados Unidos era completamente maluca e ele não poderia mais viver consigo mesmo sem fazer o que pudesse para expô-la, mesmo que isso significasse que ele passaria o resto de sua vida na prisão. No entanto, ele também sentiu que, enquanto os EUA ainda estivessem envolvidos na Guerra do Vietnã, o eleitorado dos Estados Unidos provavelmente não ouviria uma discussão sobre a política de guerra nuclear. Ele, portanto, copiou dois conjuntos de documentos, planejando liberar primeiro os Pentagon Papers e depois a documentação dos planos de guerra nuclear. No entanto, os materiais de planejamento nuclear foram escondidos em um aterro sanitário e depois perdidos durante uma inesperada tempestade tropical.
Suas principais preocupações eram as seguintes:
1. Enquanto o mundo mantiver grandes arsenais nucleares, não é uma questão de se, mas quando ocorrerá uma guerra nuclear.
2. A grande maioria da população de um estado iniciador provavelmente morreria de fome durante um "outono nuclear" ou "inverno nuclear" se não morresse antes de retaliação ou precipitação. Se a guerra nuclear lançasse apenas cerca de 100 armas nucleares nas cidades, como em uma guerra entre a Índia e o Paquistão, o efeito seria semelhante ao "Ano sem verão" que se seguiu à erupção de 1815 do Monte Tambora, exceto que duraria mais como uma década, porque a fuligem não se depositaria na estratosfera tão rapidamente quanto os detritos vulcânicos, e cerca de um terço das pessoas em todo o mundo não mortas pela troca nuclear morreriam de fome, por causa das quebras de safra resultantes. No entanto, se mais de cerca de 2 por cento do arsenal nuclear dos EUA fosse usado, os resultados provavelmente seriam um inverno nuclear , levando à morte de fome de 98 por cento das pessoas em todo o mundo não mortas pela troca nuclear.
3. Para preservar a capacidade de um estado dotado de armas nucleares retaliar um ataque de  decapitação, todos os países com armas nucleares parecem ter delegado amplamente a autoridade para responder a um aparente ataque nuclear.[7]

#### Ameaças nucleares por parte dos Estados Unidos
Ellsberg também afirmou que todo presidente desde Truman, com a possível exceção de Ford, ameaçou o uso de armas nucleares. Algumas dessas ameaças eram implícitas; muitos eram explícitos. Muitos funcionários governamentais e autores alegaram que essas ameaças fizeram grandes contribuições para atingir importantes objetivos políticos. Os exemplos de Ellsberg estão resumidos na tabela a seguir:
| Presidente                                                                  | Alvo                   | Incidente |
| --------------------------------------------------------------------------- | ---------------------- | --- |
| Truman (1945-1953)                                                          | União Soviética        | Bloqueio de Berlim (24 de junho de 1948 - 12 de maio de 1949). |
| Truman (1945-1953)                                                          | China                  | Intervenção chinesa na Guerra da Coréia (outubro de 1950). |
| Eisenhower (1953-1961)                                                      | China                  | Guerra da Coréia e crises do Estreito de Taiwan de 1954–55 e 1958. |
| Eisenhower (1953-1961)                                                      | comunistas vietnamitas | EUA oferecem apoio nuclear aos franceses em Dien Bien Phu (1954). |
| Eisenhower (1953-1961)                                                      | União Soviética        | Crise de Suez de 1956 e crise de Berlim de 1958-59. |
| Eisenhower (1953-1961)                                                      | Iraque                 | Para impedir uma invasão do Kuwait durante a crise do Líbano de 1958. |
| Kennedy (1961-1963)                                                         | União Soviética        | Crise de Berlim de 1961 e Crise dos Mísseis de Cuba de 1962. |
| Johnson (1963–1969)                                                         | Vietnã do Norte        | Batalha de Khe Sanh, Vietnã, 1968. |
| Nixon (1969-1974)                                                           | União Soviética        | Para impedir um ataque à capacidade nuclear chinesa, 1969–70, ou uma resposta soviética a uma possível intervenção chinesa contra a Índia na Guerra Indo-Paquistanesa de 1971, ou uma intervenção na Guerra Árabe-Israelense de 1973. |
| Nixon (1969-1974)                                                           | Vietnã do Norte        | Ameaças secretas de escalada maciça da Guerra do Vietnã, incluindo possível uso de armas nucleares, 1969-1972. |
| Nixon (1969-1974)                                                           | Índia                  | Guerra Indo-Paquistanesa de 1971. |
| Ford (1974–1977)                                                            | Coréia do Norte        | Incidente de assassinato com machado coreano, no qual dois oficiais do exército dos EUA foram mortos enquanto tentavam cortar uma árvore que bloqueava a observação aberta da Zona Desmilitarizada. Dois dias depois, a árvore foi cortada em um toco de 6 metros de altura em uma enorme demonstração de força que incluiu um bombardeiro com capacidade nuclear B- 52 voando direto para Pyongyang escoltado por caças de alto desempenho, enquanto uma força-tarefa de porta-aviões dos EUA se movia para estação perto da costa. Ellsberg observou que pode ser mais preciso classificar este incidente não como "ameaça nuclear", mas como uma "demonstração de força". |
| Cárter (1977–1981)                                                          | União Soviética        | A Doutrina Carter no Oriente Médio para impedir que os soviéticos, já no Afeganistão, se mudassem para o vizinho Irã para tentar controlar o Golfo Pérsico, através do qual a maior parte do petróleo do mundo fluía naquela época. |
| Reagan (1981-1989)                                                          | União Soviética        | A Doutrina Carter no Oriente Médio para impedir que os soviéticos, já no Afeganistão, se mudassem para o vizinho Irã para tentar controlar o Golfo Pérsico, através do qual a maior parte do petróleo do mundo fluía naquela época. |
| G. W. Bush (1989–1993)                                                      | Iraque                 | Operação Tempestade no Deserto. |
| Clinton (1993–2001)                                                         | Coréia do Norte        | Ameaças secretas em 1995 em seu programa de reatores nucleares. |
| Clinton (1993–2001)                                                         | Líbia                  | Aviso público sobre uma opção nuclear contra a instalação subterrânea de armas químicas da Líbia em 1996. |
| G. W. Bush (2001–2009) e todos os presidentes e principais candidatos desde | Irã                    | Ameaças de um ataque nuclear contra o programa nuclear do Irã. |

## Morte
Ellsberg morreu em 16 de junho de 2023 em Kensington, aos 92 anos, devido a um câncer de pâncreas.

## Livros
- Ellsberg, Daniel (2003). Secrets: A Memoir of Vietnam and the Pentagon Papers. Nova York: Viking Press. ISBN 0670030309
- Ellsberg, Daniel (2001). Risk, Ambiguity, and Decision. [S.l.: s.n.] ISBN 978-0815340225
- Ann Wright, Susan Dixon (2008). Dissent: Voices of Conscience, Prefácio por Daniel Ellsberg. Hawaii: Koa Books. ISBN 978-0977333844
- Gerstein, Marc S.; Ellsberg, Michael (2008). Flirting with Disaster: Why Accidents are Rarely Accidental. [S.l.]: Sterling Publishing. ISBN 9781402753039
- Made Love, Got War: Close Encounters with America's Warfare State por Norman Solomon, Prefácio por Daniel Ellsberg, Set. 2007 – Publisher: Polipoint Press
- E. P. Thompson, Dan Smith (ed.) (1981). Protest and Survive, Introdução por Daniel Ellsberg. Nova York: Monthly Review Press. ISBN 978-0853455820
- Steve Sheinkin (2015). Most Dangerous: Daniel Ellsberg and the Secret History of the Vietnam War. Nova York: Roaring Brook Press. ISBN 978-1596439528
- Ellsberg, Daniel (2017). The Doomsday Machine: Confessions of a Nuclear War Planner. [S.l.]: Bloomsbury. ISBN 978-1608196708. Consultado em 4 de abril de 2023